# 淫獣ねらわれたアイドル
『淫獣 ねらわれたアイドル』（いんじゅうねらわれたアイドル）は、1997年にピンクパイナップルが発売した18禁OVA作品（全1話）。

## 登場人物
村瀬郁美
声 - 竹ノ内美奈子
人気絶頂のトップアイドル。

## スタッフ
- 原画：藤田まり子
- 脚本：白岡五郎
- 監督：矢吹勉
- キャラクターデザイン：
- 作画監督：朧月夜
- 美術監督：李凡善 張正鎬
- 音楽：CUE
- 製作 - ピンクパイナップル

## 主題歌
エンディングテーマ「ときめきの夏に」
歌：村瀬郁美　作詞：大泊ひとみ、作曲：CUE